# Marcos Leonardo
Marcos Leonardo Santos Almeida (nascut el 2 de maig de 2003), conegut simplement com a Marcos Leonardo, és un futbolista professional brasiler que juga com a davanter al club de la Pro League saudita Al-Hilal.

## Carrera de club

### Santos

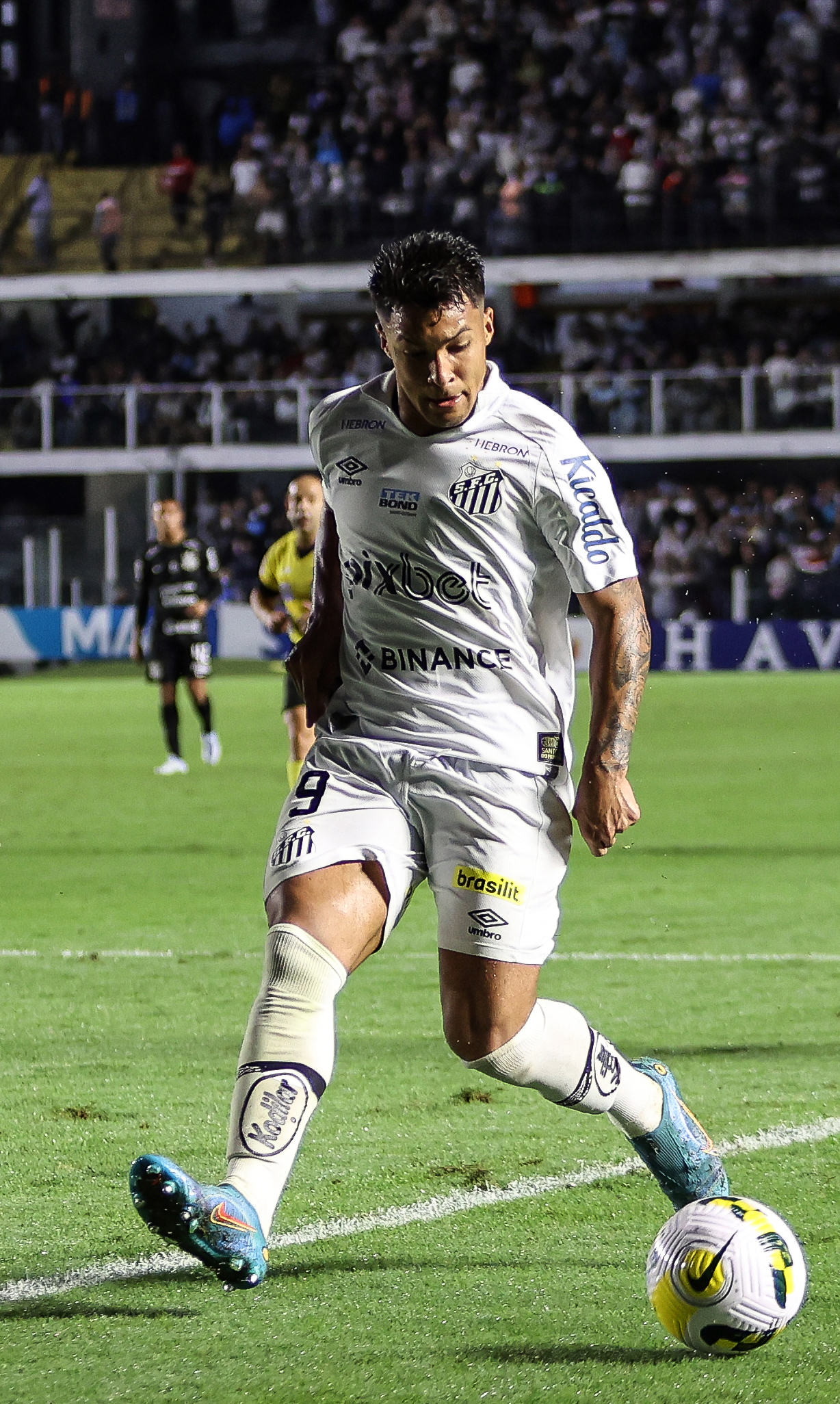
Marcos Leonardo amb el Santos el 2022

Nascut a Itapetinga, Bahia, Marcos Leonardo es va traslladar a Taubaté, São Paulo el maig de 2014, i es va unir a la formació juvenil del Santos a l'agost, després d'un judici. El 23 d'octubre de 2019, va signar el seu primer contracte professional amb el club, acordant un contracte de tres anys.
El 21 de juliol de 2020, Marcos Leonardo va ser un dels cinc joves inscrits al Campeonato Paulista de l'any. Va fer el seu debut com a professional (i de la Sèrie A) el 20 d'agost, entrant com a substitut de Yeferson Soteldo a la segona meitat en una victòria a casa per 1-0 contra l'Sport Recife.
El 15 de setembre de 2020, Marcos Leonardo va debutar a la Copa Libertadores en substituir Raniel en un empat 0-0 a casa contra el Club Olimpia. Va marcar el seu primer gol com a professional el 4 d'octubre, marcant el tercer gol del seu equip en una victòria a casa per 3-2 contra Goiás.
El 20 d'octubre de 2020, Marcos Leonardo va fer el gol guanyador en una victòria a casa per 2-1 sobre Defensa y Justicia, convertint-se en el sisè més jove a marcar a la Libertadores i el quart brasiler més jove. Va passar la campanya del 2021 com a opció de reserva, inicialment darrere del seu també graduat juvenil Kaio Jorge i, posteriorment, darrere del nou fitxatge Léo Baptistão.
El 15 de gener de 2022, Marcos Leonardo va acceptar renovar el seu contracte amb el Santos fins al 2026. Es va convertir en un titular indiscutible, i va començar a marcar regularment per al club els anys següents, convertint-se en un dels 50 màxims golejadors de la seva història després d'un gol de la victòria contra el Palmeiras el 8 d'octubre de 2023.

### Benfica
El 5 de gener de 2024, Marcos Leonardo es va traslladar a Portugal, signant un contracte de cinc anys i mig amb el club de la Primeira Liga SL Benfica, per un preu de traspàs de 18 milions d'euros, amb el Santos amb dret al 10% dels beneficis que el club de Lisboa rep d'una futura transferència. La seva clàusula d'alliberament es va fixar en 150 milions d'euros.
En cadascun dels seus tres primers partits de lliga amb el Benfica, contra Rio Ave FC, Boavista i Estrela da Amadora, Marcos Leonardo va entrar com a substitut durant la segona part i va marcar, ajudant a marcar victòries per 4–1, 2–0 i 4–1, respectivament. El 15 de febrer de 2024, va debutar a la UEFA Europa League, sortint de la banqueta per substituir Arthur Cabral en els minuts finals d'un partit d'eliminatòria a casa contra el Tolosa ; va guanyar un penal que Ángel Di María va convertir, permetent al Benfica guanyar per 2–1.

### Al Hilal
El 2 de setembre de 2024, Marcos Leonardo va fitxar pel club de la Saudi Pro League Al Hilal amb un contracte de cinc anys.

## Carrera internacional
Marcos Leonardo va representar el Brasil a nivell sub-17, jugant al Torneig de Montaigu 2019 i al Torneig de Desenvolupament de la UEFA. El 12 de febrer de 2021, ell i el seu company del Santos, Renyer, van ser convocats per a la sub-18.

## Vida personal
El pare de Marcos Leonardo, conegut com a Marcos Coringa, també era futbolista i davanter. Tanmateix, només apareixeria en tornejos d'aficionats a la seva Bahia natal.

## Palmarès
Individual
- Bota de plata de la Copa del Món Sub-20 de la FIFA: 2023[21]
- Jugador del mes de la Pro League Saudita: gener de 2025